# Mindelo (Vila do Conde)
Mindelo é uma povoação portuguesa sede da Freguesia de Mindelo do Município de Vila do Conde, freguesia com 5,74 km² de área e 3988 habitantes (censo de 2021), e, por isso, uma densidade populacional de 694,8 hab./km².

## Localização
Mindelo situa-se no Município de Vila do Conde, no Distrito do Porto, inserida na Área Metropolitana do Porto, na zona costeira Noroeste de Portugal. Dista cerca de 5 km da sede do município, 10 km do Aeroporto Francisco Sá Carneiro, 15 km do Porto de Mar da Póvoa de Varzim e 20 km da cidade do Porto. Tem como freguesias confrontantes: Fajozes pelo norte, Fajozes e Gião pelo nascente, Modivas e Vila Chã pelo sul e o Oceano Atlântico pelo poente.
Acessos pela EN13 ou A28, ou pela linha B do Metro do Porto.

## Demografia
A população registada nos censos foi:
| Distribuição da População por Grupos Etários | Distribuição da População por Grupos Etários | Distribuição da População por Grupos Etários | Distribuição da População por Grupos Etários | Distribuição da População por Grupos Etários |
| -------------------------------------------- | -------------------------------------------- | -------------------------------------------- | -------------------------------------------- | -------------------------------------------- |
| Ano                                          | 0-14 Anos                                    | 15-24 Anos                                   | 25-64 Anos                                   | > 65 Anos                                    |
| 2001                                         | 561                                          | 442                                          | 1965                                         | 434                                          |
| 2011                                         | 524                                          | 347                                          | 2040                                         | 580                                          |
| 2021                                         | 532                                          | 387                                          | 2233                                         | 836                                          |

## Economia
A agro-pecuária, a indústria tradicional e de ponta, os serviços e o turismo, constituem as principais atividades económicas da freguesia.

## Sociedade e Educação
A Freguesia tem um movimento associativo forte e empenhado em contribuir para o desenvolvimento social da população. A Associação dos Amigos de Mindelo para a Defesa do Ambiente, a Associação Cultural e Desportiva de Mindelo (ACDM), a Associação Recreativa Rancho Regional de Mindelo (ARRRM), o Centro Social de Mindelo – IPSS e o Corpo Nacional de Escutas – Agrup. 572, têm tido um papel notável, pelas acções que têm desenvolvido em prol do Ambiente, da Cultura, do Desporto, do Recreio, da Solidariedade e da Formação.
A Educação é assegurada pelos Jardins de Infância e Escolas do 1º ciclo do Carvalhal e da Areia e pelo Agrupamento Vertical de Escolas do Mindelo - Escola Básica D.Pedro IV .
Mindelo é a primeira Freguesia do País com um processo de Agenda 21 local, forma de envolvimento da comunidade na identificação de problemas e na definição de prioridades, rumo ao Desenvolvimento Sustentável e à Qualidade de Vida.

## Património e História
O documento mais antigo com referências a Mindelo Vila do conde data de 1068 e refere-se a um trespasse aqui efetuado.
Outros documentos anteriores ao ano de 1100 citam a vila de Amidjelus, que viria a dar o nome a Mindelo. Integra desde 1836 o município de Vila do Conde. Como nota histórica relevante, de referir o desembarque do exército liberal, comandado por D. Pedro IV, nas praias entre Mindelo e Pampolide, em 8 Julho de 1832, cujos soldados ficaram conhecidos por Bravos do Mindelo.
É a esta freguesia a que se deve o nome da cidade do Mindelo na ilha de São Vicente, em Cabo Verde.
Do património arquitetónico religioso constam a igreja paroquial de S. João Evangelista (século XVIII) e a capela de S. Pedro dos Mareantes (século XX).
De referir ainda outros edifícios com interesse arquitetónico associados à atividade agrícola, nomeadamente na rua do Covelo e na rua de Paredes, bem como o edifício da "Vila Corina" ou da “Vila Belo Horizonte” (século XIX), onde já funcionou o liceu.
São João Evangelista de Mindelo foi curato do convento e depois do ordinário no antigo concelho da Maia. Faz parte do concelho (atual município) de Vila do Conde desde a divisão administrativa de 1836.

## Personalidades ilustres
- Visconde de Mindelo

## Desporto
A freguesia de Mindelo possui excelentes condições costeiras para a prática de desportos de mar.
O surf, o bodyboard e, mais recentemente, o kitesurf são desportos praticados diariamente nas praias locais, por dezenas de atletas provenientes do Grande Porto.
Há duas zonas ideais para a prática de desportos de mar - a praia do Pinhal e, mais a norte, no cotovelo marítimo localizado em frente ao maciço rochoso (guilhado).
O surf e o bodyboard começaram a ser praticados no Mindelo, com regularidade, a partir de 1990.
Também a prática da pesca desportiva e lúdica de mar encontra condições ideais em toda a sua frente marítima. Na zona de areais o surfcasting. Nas zonas de rocha, a pesca com bóia, a chumbadinha e o spinning. Muita variedade de espécies de peixes são pescados ao longo do ano.

## Principais Eventos
- Festival de concertinas e cantares ao desafio (primavera)
- Festa de São Pedro (finais de junho)
- Festa do Padroeiro, São João Evangelista (primeiro domingo de agosto)
- Festival Folclórico (segundo domingo de agosto)
- Festas do Menino, cortejos de Natal em honra do Menino de Deus

## Reserva Ornitológica de Mindelo
A Reserva Ornitológica de Mindelo (ROM) é a única área costeira na Área Metropolitana do Porto que mantém as suas características naturais. Com uma área de cerca de 600 ha é formada por um conjunto de praias e dunas embrionárias e interiores, campos agrícolas e manchas florestais, sendo atravessada pela Ribeira de Silvares. Por essa razão é alvo de diversos estudos científicos, nomeadamente, o estudo das aves (ornitologia). Por aqui passam mais de 150 espécies de aves, existindo também mamíferos e uma grande variedade de espécies de anfíbios. Foi, em 1957, a primeira área protegida criada em Portugal.